# Juhurim
Els Juhurim, són els jueus de la zona oriental del Caucas, principalment de l'Azerbaidjan i Daguestan. Els seus avantpassats distants vivien al sud-oest de Pèrsia. Els predecessors d'aquests jueus es van establir a les muntanyes del Caucas al segle v o vi. Després de fugir de la persecució a Pèrsia, van emigrar cap al nord fins a llogarets de muntanya a banda i banda de les altes cimeres, entre el mar Negre i el Caspi. En els darrers anys, la població de la zona ha caigut en picat perquè han emigrat a Israel, Amèrica i Europa.

## Yad
El yad és un punter ritual jueu, o llapis, conegut popularment com punter de la Torà. Els juhurim tenien un costum especial amb els yads: s'agafaven per parelles formant una forma de V dividint el text en passatges. Es feien i donaven per parelles, fins i tot unides amb una cadena quan tenien inscripcions relacionades amb el mateix esdeveniment. Les seves formes eren de dos tipus: una barra plana i una barra retorçada en forma de cargol llarg i ajustat amb una part plana. En ambdós tipus, la part apuntant està feta en forma de fulla ampla i plana amb una punta arrodonida.